# 休利特 (紐約州)
休利特（英語：Hewlett）是位於美國紐約州拿騷縣的普查規定居民點。

## 人口
根據2020年美國人口普查的數據，休利特的面積為2.33平方千米，當中陸地面積為2.28平方千米，而水域面積為0.05平方千米。當地共有人口7262人，而人口密度為每平方千米3,116.74人。